# Учителката
„Учителката“ (на словашки: Učiteľka) е словашко-чешки игрален филм от 2016 г. на режисьора Ян Хржебейк.
Действието във филма се развива в началото на 1980-те години в Чехословакия и представя силата на човешкия характер.
Премиерата му е на 4 юли 2016 г. по време на кинофестивала в Карлови Вари. В България ще бъде показан за първи път на 20 март 2017 г. по време на XXI Международен София Филм Фест.

## Награди
- Най-добра актриса (Зузана Маурери) – Кинофестива в Карлови Вари 2016[1]
- Най-добра оригинална музика, най-добър дизайн на продукцията (Юрай Фабри) – Филмов фестивал в Хихон 2016[1]